# Boende
Boende è una città ed un territorio della Repubblica Democratica del Congo, la città è il capoluogo della Provincia di Tshuapa. Non si hanno i dati del censimento del 1984, mentre stime del 2004 indicano 29.339 abitanti.
Si trova nel Congo centrale, sulla riva sud del fiume Tshuapa (sub affluente del Congo) e lungo la Strada statale N8 del Congo che collega Mbandaka sul fiume Congo (ovest) con Yayama (presso Ikela) ad est.
La città è servita dall'aeroporto Boende (IATA: BNB, ICAO: FZGN).